# Hindmarsh Shire
Hindmarsh Shire är en kommun i Australien. Den ligger i delstaten Victoria, omkring 350 kilometer nordväst om delstatshuvudstaden Melbourne. Antalet invånare var 5 721 vid folkräkningen 2016.
Följande samhällen finns i Hindmarsh:
- Dimboola
- Glenlee